# Tetramorium weitzeckeri
Tetramorium weitzeckeri (лат.) — вид муравьёв из подсемейства Myrmicinae (Formicidae). Видовое название дано в честь M.Weitzecker, собравшего типовую серию в Южной Африке.

## Распространение
Восточная и южная Африка, от Судана на севере до ЮАР на юге.

## Описание
Мелкие земляные муравьи; длина рабочих 3—4 мм. От близких видов отличается длинными шипами на заднегруди, отстоящими волосками на первом тергите брюшка, крупными размерами. Длина головы рабочих (HL) 0,78—0,94 мм, ширина головы (HW) 0,77—0,93 мм. Основная окраска тела коричневая, брюшко темнее. Усики рабочих и самок 11-члениковые. Петиоль чешуевидный в профиль с высоким узелком (в 2,3—4,0 раза выше длины, сверху поперечный и эллиптический).  Усиковые бороздки хорошо развиты, длинные. Боковые части клипеуса килевидно приподняты около места прикрепления усиков. Жвалы широкотреугольные с зубчатым жевательным краем. Стебелёк между грудкой и брюшком состоит из двух члеников: петиолюса и постпетиолюса (последний четко отделен от брюшка), жало развито, куколки голые (без кокона). Заднегрудка с 2 острыми проподеальными шипиками. Брюшко гладкое и блестящее. Гнездятся в земле.

## Таксономия
Включён в видовую группу Tetramorium weitzeckeri. Вид был впервые описан в 1895 году итальянским мирмекологом Карло Эмери в составе подрода Xiphomyrmex. В 1922 году в связи повышением статуса подрода до отдельного рода (Wheeler W.M., 1922), вид именовался как Xiphomyrmex weitzeckeri. В 1980 году (Bolton, 1980) снова в составе рода Tetramorium.

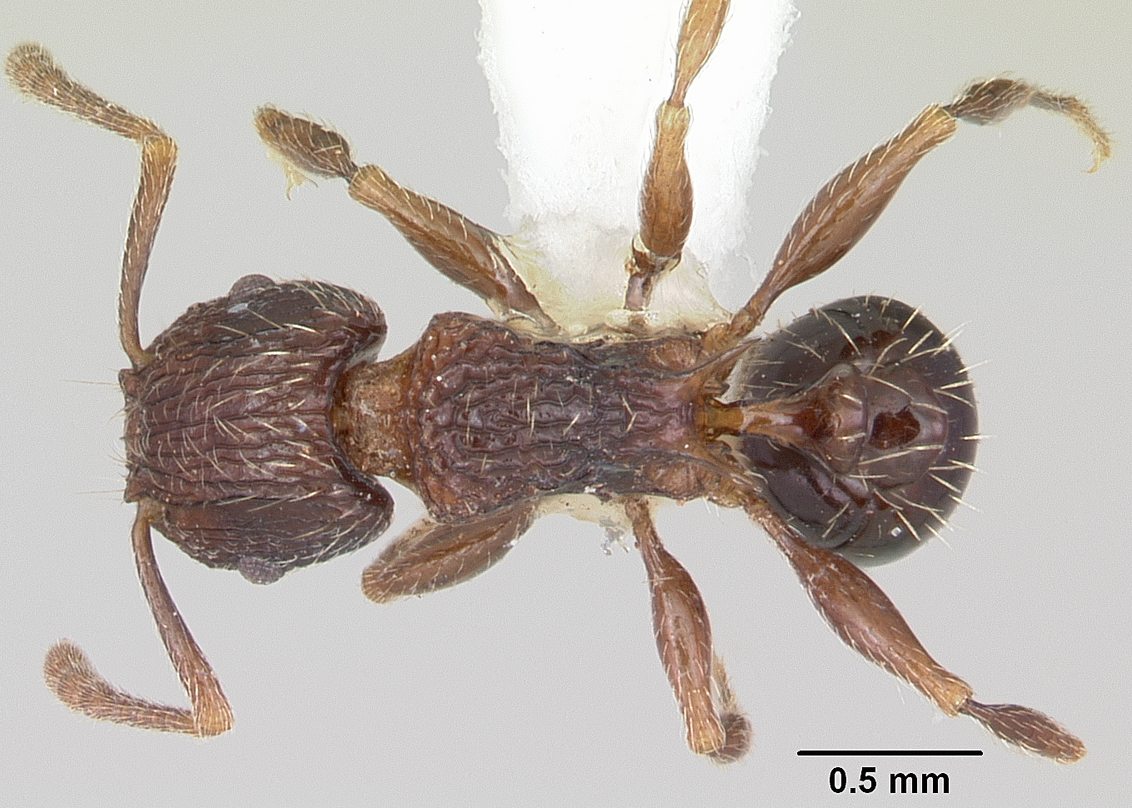
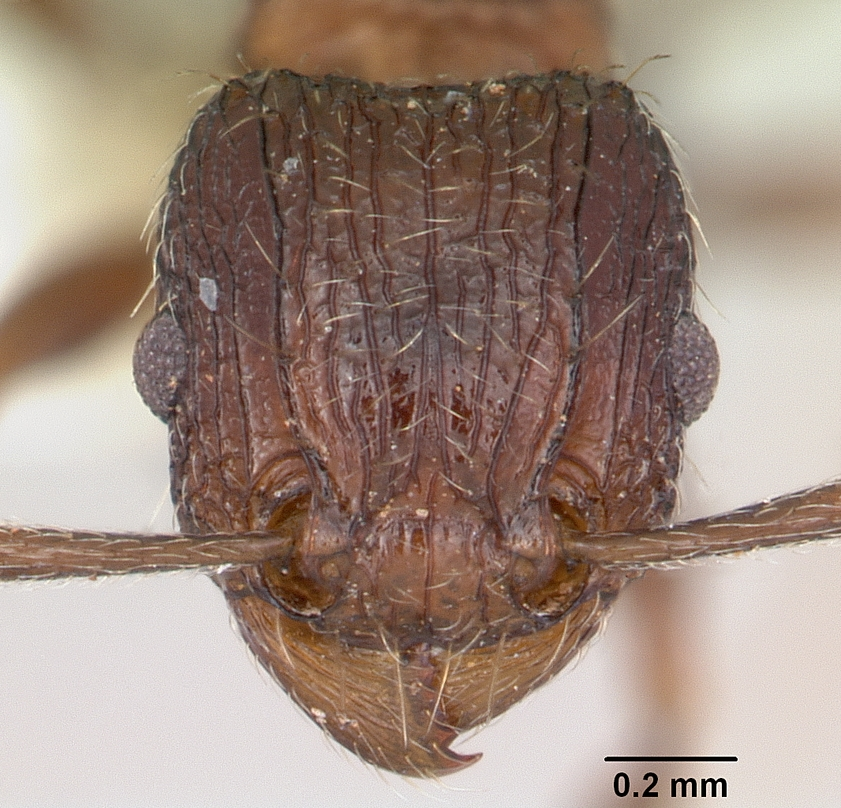